# Gervjaty
Gervjaty (vitryska: Гервяты) är en by i Belarus. Den ligger i den nordvästra delen av landet, 130 km nordväst om huvudstaden Minsk. Gervjaty ligger 148 meter över havet och antalet invånare är 500.

## Natur och klimat
Terrängen runt Gervjaty är platt, och sluttar österut. Runt Gervjaty är det glesbefolkat, med 18 invånare per kvadratkilometer.. Närmaste större samhälle är Astravets, 14,7 km sydväst om Gervjaty.
Omgivningarna runt Gervjaty är en mosaik av jordbruksmark och naturlig växtlighet.